# Hans Maršálek
Hans Maršálek (Vienna, 19 luglio 1914 – Vienna, 9 dicembre 2011) è stato un militante della Resistenza austriaca, deportato nel Mauthausen, cofondatore del Comité International de Mauthausen, ossia l'organizzazione clandestina di resistenza attiva a Mauthausen dal 1944, artefice del museo sito nel Memoriale del lager dove fu prigioniero.

## L'attività politica
Da giovane fa parte della Sozialistische Arbeiterjugend (Gioventù operaia socialista), e dal 1936 al 1938 di Rote Hilfe (Soccorso Rosso).

## L'internamento nel lager di Mauthausen
Con l'annessione dell'Austria alla Germania, avvenuta nel 1938, è arruolato a forza nella Wehrmacht. Decide di scappare a Praga, dove nel 1941 è arrestato dalla GESTAPO a causa della sua attività nella Resistenza. È infine deportato nel 1942 verso il lager di Mauthausen. Qui, a partire dal 1943, riuscì a ottenere un incarico negli uffici del campo, da dove potrà aiutare dei compagni e partecipare all'organizzazione clandestina di resistenza interna al campo.

## L'attività dopo la guerra
Nel 1963 riceve l'incarico da parte del Ministero dell'interno austriaco di dare vita al museo di Mauthausen.
Nel 1974 pubblica un ampio saggio sulla storia del lager di Mauthausen.
Nel 2009 l'Università Johannes Kepler di Linz gli ha conferito una laurea honoris causa per il suo costante impegno per la salvaguardia della memoria della deportazione.

## Opere
- Gusen - sottocampo di Mauthausen, Milano, ANED, 1990.
- Storia del campo di concentramento di Mauthausen. Documentazione, Vienna, Mauthausen edition, 2008, ISBN 978-39-0260-510-8.
- Mauthausen 8.8. 1938 - 5.5. 1945, Vienna, Max Ungar, 1999.
- Mauthausen, Milano, La Pietra, 1977.